# Edifici al carrer Major, 39 (Salt)
L'Edifici al carrer Major, 39 és una obra de Salt (Gironès) protegida com a bé cultural d'interès local.

## Descripció
És un edifici urbà de planta rectangular desenvolupat en cantonada. Originàriament presentava una planta baixa, dues plantes pis i rematava la façana una cornisa sobre mènsules. Posteriorment es realitzà l'addició d'una tercera planta seguint el mateix ritme compositiu existent. Les dues façanes principals són arrebossades i pintades de color groc, deixant a la vista els carreus que emmarquen alguns forats i cantonades. La planta baixa es dedica a local comercial i el seu accés es realitza pel carrer Major. L'accés als pisos superiors es realitza per la façana que dona al carrer Lluís Millet.
Fins a la seva restauració, l'edifici presentava les façanes sense revestir, essent la fàbrica de pedra de riu.